# Vitamin B6
Vitamin B6 là một loại vitamin thuộc nhóm vitamin B, và do đó nó là một chất dinh dưỡng thiết yếu. Thuật ngữ này đề cập đến một nhóm gồm sáu hợp chất tương tự nhau về mặt hóa học, tức là "vitamer", có thể chuyển đổi qua lại trong các hệ sinh học. Dạng hoạt động của nó, pyridoxal 5′-phosphate, hoạt động như một coenzyme trong hơn 140 phản ứng enzyme trong quá trình chuyển hóa amino acid, glucose và lipid.
Thực vật tổng hợp pyridoxin như một cách bảo vệ khỏi bức xạ tử ngoại B của ánh sáng Mặt Trời và tham gia vào quá trình tổng hợp chất diệp lục. Động vật không thể tự tổng hợp bất kỳ dạng vitamin nào, và do đó phải lấy nó qua chế độ ăn uống, các loài thực vật hoặc động vật khác.